# Bruno (Minnesota)
Bruno és una població dels Estats Units a l'estat de Minnesota. Segons el cens del 2000 tenia 102 habitants.

## Demografia
Segons el cens del 2000, Bruno tenia 102 habitants, 44 habitatges, i 28 famílies. La densitat de població era de 39,4 habitants per km².
Dels 44 habitatges en un 22,7% hi vivien nens de menys de 18 anys, en un 50% hi vivien parelles casades, en un 15,9% dones solteres, i en un 34,1% no eren unitats familiars. En el 27,3% dels habitatges hi vivien persones soles el 9,1% de les quals corresponia a persones de 65 anys o més que vivien soles. El nombre mitjà de persones vivint en cada habitatge era de 2,32 i el nombre mitjà de persones que vivien en cada família era de 2,83.
Per edats la població es repartia de la següent manera: un 25,5% tenia menys de 18 anys, un 7,8% entre 18 i 24, un 22,5% entre 25 i 44, un 27,5% de 45 a 60 i un 16,7% 65 anys o més.
L'edat mediana era de 43 anys. Per cada 100 dones de 18 o més anys hi havia 85,4 homes.
La renda mediana per habitatge era de 28.125 $ i la renda mediana per família de 33.125 $. Els homes tenien una renda mediana de 31.875 $ mentre que les dones 15.000 $. La renda per capita de la població era de 15.439 $. Entorn del 18,5% de les famílies i el 19% de la població estaven per davall del llindar de pobresa.

## Poblacions més properes
El següent diagrama mostra les poblacions més properes.